# Leptolaena raymondii
Leptolaena raymondii é uma espécie de angiospérmica da família Sarcolaenaceae.
Apenas pode ser encontrada em Madagáscar.
Os seus habitats naturais são: costas arenosas.
Está ameaçada por perda de habitat.